# Mario Gandelsonas
Mario Gandelsonas (Buenos Aires, 14 dicembre 1938) è un architetto e teorico dell'architettura argentino, specializzato in urbanistica e semiologia.
Gandelsonas è un partner fondatore di Agrest e Gandelsonas Architects, con sede a New York City, con Diana Agrest. Oltre al suo lavoro professionale, Gandelsonas è uno studioso. Ha insegnato alla Yale University e alla Harvard Graduate School of Design, attualmente è preside e docente di architettura presso la Princeton University School of Architecture.

## Biografia
Figlio di immigrati lituani ha studiato presso l'Università di Buenos Aires, dove ha conseguito la laurea in architettura nel 1962, e al Centre de Recherche d’Urbanisme di Parigi, dal 1967 al 1968.
Nel 1971, su invito dell'architetto americano Peter Eisenman, Gandelsonas fu ospite a New York come Visiting Fellow all'Institute for Architecture and Urban Studies (IAUS).
Tra il 1974 e il 1982, insieme allo stesso Peter Eisenman e allo storico inglese Kenneth Frampton ha fatto parte del comitato di redazione della rivista Oppositions.

## Pubblicazioni
- The Urban Text, MIT Press, 1992 ISBN 026257084X - ISBN 9780262570848
- Agrest and Gandelsonas, Works, Princeton Architectural Press, 1996
- X-Urbanism, Architecture and the American City, Princeton Architectural Press, 1999  ISBN 1568981511 - ISBN 9781568981512
- Shanghai Reflections: Architecture, Urbanism and the Search for an Alternative Modernity , Princeton Architectural Press 2002  ISBN 1568983263 - ISBN 978-1568983264
- con  Rafi Segal e Els Verbakel, In Search of the Public, Notes on the American city, CAUI Publications, Island Press, 2013  ISBN 0988666308 - ISBN 978-0988666306
- con Philip Tidwell, Garden [City] State, Slow Infrastructure for New Jersey, CAUI Publications, Island Press 2013  ISBN 0988666316 ISBN 978-0988666313